# Luc-Arthur Vebobe
Pour les articles homonymes, voir Vebobe.
Luc-Arthur Vebobe, parfois nommé de manière erronée Lucas Vebobe, né le 3 avril 1980 à Antibes, est un joueur de basket-ball professionnel français. Il mesure 2,02 m.
Il fonde également, sous le pseudonyme de Barry, le label D'en Bas Fondation avec Veust Lyricist. 
Label emblématique de la scène rap des alpes maritimes ayant eu pour membre Jason Voriz, Veust Lyricist, Negus, Infinit', lexx URSS, Mr Agaz, Jehnia, Gak, Millionnaire ...

## Biographie
Il est le fils de l'ancien basketteur Saint-Ange Vebobe.
Il évolue avec les équipes de France dans les catégories de jeunes, notamment en 1998 au championnat d'Europe Juniors, où la France termine 10e, et au championnat d'Europe Espoirs 2000 où la France termine 8e.

## Collèges
- 1999-2000 :  Seward County (Kansas : Junior College)
- 2000-2001 :  Foothill Collège (Californie : Junior College)

## Université
- 2001-2002 :  University of Hawaï (NCAA)

## Clubs
- 1998-1999 :  Antibes (Pro A) espoir
- 2002-0000 :  Antibes (Pro A)
- 2002-2003 :  Chalon-sur-Saône (Pro A)
- 2003-2005 :  Paris Basket Racing (Pro A)
- 2005-2006 :  Zaragoza (LEB)
- 2008-2009 :  Évreux (Pro B)
- 2009-2010 :  Antibes (Pro B)
- 2010-2013 : Cholet (Pro A)
- 2013-2014 :  Antibes (Pro A)
- 2014-2015 :  Chorale de Roanne (Pro B)
- 2015-2017     Fos-sur-Mer

## Distinctions personnelles
- Sélectionné pour le All-Star Game 2004 à Paris-Bercy
- Sélectionné pour le All-Star Game[1] 2010 à Paris-Bercy